# أبسلوت وورلد
أبسلوت وورلد هما برجان توأمان يقعان في ميسيساغا، كندا. يبلغ ارتفاع البرج الأول 180 متر والثاني 161 متر.